# (38208) 1999 MO1
1999 MO1 (asteroide 38208) é um asteroide da cintura principal. Possui uma excentricidade de 0.17171450 e uma inclinação de 15.84321º.
Este asteroide foi descoberto no dia 20 de junho de 1999 por LONEOS em Anderson Mesa.